# Kawartha Lakes (Ontario)
Kawartha Lakes (offiziell „City of Kawartha Lakes“) ist eine Gemeinde im Südosten der kanadischen Provinz Ontario mit etwa 75.000 Einwohnern. Sie hat den Status einer single-tier municipality (einstufigen Gemeinde).
Die Gemeinde liegt an den westlichen Seen der namensgebenden Seengruppe, am nördlichen Rand des Golden Horseshoe (Goldenes Hufeisen) bzw. in den südlichen Ausläufern des kanadischen Schildes. Im südlichen Bereich wird sie von der Hügelkette der Oak Ridges-Moräne durchzogen.

## Gliederung
Die „City of Kawartha Lakes“ ist, trotz des Namens, von überwiegend ländlicher Struktur. Wesentliche Siedlungspunkte (Villages innerhalb der Stadt) sind:
- Argyle
- Avery Point
- Baddow
- Baker Trail
- Bellevue
- Bethel
- Daytonia Beach
- Feir Mill
- Hartley
- Lindsay (Town, Sitz der Verwaltung)
- Long Point
- Woodville

## Bevölkerungsentwicklung
Die Bevölkerung von Kawartha Lakes hat von Mitte der 1990er Jahre bis Mitte der 2000er Jahre zugenommen und sich seitdem nicht mehr stark verändert.
In der folgenden Tabelle sind die Einwohnerzahlen in den Jahren des jeweils durchgeführten Zensus aufgeführt:
| Jahr | Einwohner |
| ---- | --------- |
| 1996 | 67.926    |
| 2001 | 69.179    |
| 2006 | 74.561    |
| 2011 | 73.219    |
| 2016 | 75.423    |